# Decima (herní engine)
Decima je proprietární herní engine od studia Guerrilla Games, který obsahuje nástroje a funkce, jako je umělá inteligence a herní fyzika. Je kompatibilní s rozlišením 4K a zobrazováním s vysokým dynamickým rozsahem (HDR) a používá se pro hry na PlayStation 4, PlayStation 5, Microsoft Windows, macOS, iOS, iPadOS a Xbox Series X/S.

## Historie
První hrou, pro kterou byl tento engine použit, byla Killzone: Shadow Fall. V červnu 2015 studio Guerrilla Games oznámilo, že bude pro vývoj hry Horizon Zero Dawn používat tento engine. V srpnu 2015 bylo oznámeno, že engine bude využívat i hra Until Dawn, společně s fyzikálním enginem Havok. Engine byl také využit pro její spin-off Until Dawn: Rush of Blood pro PlayStation VR. V červnu 2016 Hideo Kojima oznámil přípravu nezávislé hry Death Stranding od Kojima Productions a prozkoumával dva kandidáty na engine, z nichž jeden byl již použit k vytvoření první upoutávky, která byla představena na konferenci Electronic Entertainment Expo 2016. Po obdržení ceny Ikona průmyslu na The Game Awards 2016 Kojima představil trailer ke hře obsahující logo enginu. Na PlayStation Experience Kojima oznámil, že navázal partnerství s Guerrilla Games a tento engine využil k vývoji hry Death Stranding.
Podle výkonné producentky Angie Smets byl Decima původně známý mezi zaměstnanci Guerrilly jednoduše jako „engine“, protože zpočátku neexistovaly žádné plány na veřejné nabídnutí této technologie herním vývojářům mimo společnost. Nově navázané partnerství se společností Kojima Productions však znamenalo, že Guerrilla musela koncem roku 2016 z marketingových důvodů engine pojmenovat. Rozhodli se symbolizovat nizozemsko-japonské partnerství tím, že ho pojmenovali po japonském ostrovu Dedžima, který byl v období Edo domovem významné obchodní stanice Nizozemské říše.

## Vlastnosti
Během PlayStation Experience v prosinci 2016 vyšlo najevo, že engine disponuje umělou inteligencí, herní fyzikou a logickými nástroji, včetně zdrojů pro vytváření celých světů. Je schopen zobrazovat v rozlišení 4K a s vysokým dynamickým rozsahem.

## Hry
| Rok  | Titul                           | Platforma(y)                                                                         | Vývojář(i)          |
| ---- | ------------------------------- | ------------------------------------------------------------------------------------ | ------------------- |
| 2013 | Killzone: Shadow Fall           | PlayStation 4                                                                        | Guerrilla Games     |
| 2015 | Until Dawn                      | PlayStation 4                                                                        | Supermassive Games  |
| 2016 | Until Dawn: Rush of Blood       | PlayStation 4                                                                        | Supermassive Games  |
| 2016 | RIGS: Mechanized Combat League  | PlayStation 4                                                                        | Guerrilla Cambridge |
| 2017 | Horizon Zero Dawn               | PlayStation 4, Microsoft Windows, PlayStation 5                                      | Guerrilla Games     |
| 2019 | Death Stranding                 | PlayStation 4, Microsoft Windows, PlayStation 5, macOS, iOS, iPadOS, Xbox Series X/S | Kojima Productions  |
| 2022 | Horizon Forbidden West          | PlayStation 4, PlayStation 5, Microsoft Windows                                      | Guerrilla Games     |
| 2025 | Death Stranding 2: On the Beach | PlayStation 5                                                                        | Kojima Productions  |